# Свети Атанасий (Нов Истевник)
Вижте пояснителната страница за други значения на Свети Атанасий.
„Свети Атанасий“ или „Свети Атанас“ (на македонска литературна норма: „Свети Атанасиј“, „Свети Атанас“) е православна църква в царевоселското село Нов Истевник, източната част на Република Македония. Част е от Царевоселско-Каменишката епархия на Македонската православна църква – Охридска архиепископия.
Храмът е изграден в 1936 година. Иконите са от XX век, дело на видния зограф Гаврил Атанасов. Не е зографисана.
Църквата напълно изгаря през август 2021 година по време на голям стихиен пожар обхванал селото.